# Корнидзор
Корнидзор (арм. Կոռնիձոր) — село в Сюникской области Армении, примерно в 16 км к северо-востоку от Гориса, на правой стороне автодороги Горис-Степанакерт, на высоте около 1190 м над уровнем моря. Расстояние от областного центра Капана составляет около 106 км.

## География
Корнидзор расположен в юго-восточной части Горисского района на равнине Аргаванд. Северо-западная часть более высокая относительно пологой восточной, где протекает река Хагару протяженностью около 9 км

## История
Корнидзор — одно из древних поселений исторического Сюника. Село переименовывалось четыре раза. Древнейшее поселение на этом месте называлось Хорея (Хорана), и это название сохранилось до сих пор. Хорея представляла собой поселение в ущелье, где находится около 40 пещер на высоте 80-100 метров. Пещера средних размеров, в каждой пещере могут разместиться 20-25 человек.
Корнидзор был включен в состав Зангезурского уезда Елизаветпольской губернии под названием Герензур. В советские годы входил в состав Зангезурской области Армянской ССР, а с 1930 года — Горисской области . С 1995 года входит в состав Сюникской области РА, а с 2016 года — в состав расширенной общины Тех.

### Корнидзор в годы Великой Отечественной войны
С началом Великой Отечественной войны 22 июня 1941 года из Корнидзора на фронт ушло множество добровольцев. После этого мирная жизнь Корнидзора закончилась. За годы войны корнидзорский колхоз отправил 52 тысячи тонн зерна, 2800 центнеров мяса, 350 центнеров шерсти, всего продовольствия на 1 млн 750 тысяч рублей.

### Корнидзор в послевоенные годы
В 1949 году семьи Минаса Гюльджхананци, Мухана Занкунци, Саргиса Зрахананци, Коли Бабабунци подверглись сталинским репрессиям. Однако впоследствии они были оправданы. В деревню они вернулись, уже после смерти Сталина, в 1965 году, в последний год семилетки, а корнидзорский колхоз (с новой ассигнацией) получил денежное вознаграждение в размере 337 000 рублей.
В 1967 году в поселок подведен газ, и стала прокладываться телефонная сеть. Телевидение тогда уже начинало работать. Многие люди получили большие награды за свою безупречную работу. Среди них были Смбат Карапетян, Арутюн Маилян, Андраник Срапян, Вагаршак Симонян, Гавруша Баласанян, Овсеп Арутюнян, Айрапет Бабаджанян, Сиран Маилян, Рубен Симонян, Арсен Галстян, Хачатур Бабаян, Лон Давтян, Багамк Саакян Ованнисян.

## Жизнь в селе
В 1971 году в Корнидзоре было построено новое здание школы, в которой обучалось около 421 ученика, а в 1973 году сдан в эксплуатацию Дом учителя. В 1975 году был построен Большой Дворец культуры с библиотечным отделом.
В селе есть школа, молодёжный клуб, библиотека, медицинский центр, детский сад.

## Население
По результатам переписи населения 2011 года постоянное население Корнидзора составляло 1100 человек, нынешнее — 1009 человек. Деревня во все времена была заселена преимущественно армянами.
| Год         | 1831 | 1873 | 1897 | 1926 | 1939 | 1959 | 1970 | 1979 | 1989 | 2001 | 2004 | 2011 |
| Численность | 491  | 1099 | 1228 | 981  | 1049 | 1022 | 1279 | 1252 | 1147 | 1072 | 1207 | 1100 |

## Экономика
Население в основном занимается скотоводством, пчеловодством, садоводством, полевыми работами, разведением виноградников, выращиванием овощных и кормовых культур.

## Исторические и культурные сооружения
В Корнидзоре расположена Церковь Святого Иоанна XVIII—XIX веков. В окрестностях Корнидзора сохранились пещерные жилища древнего поселения Хорея.

## Галерея

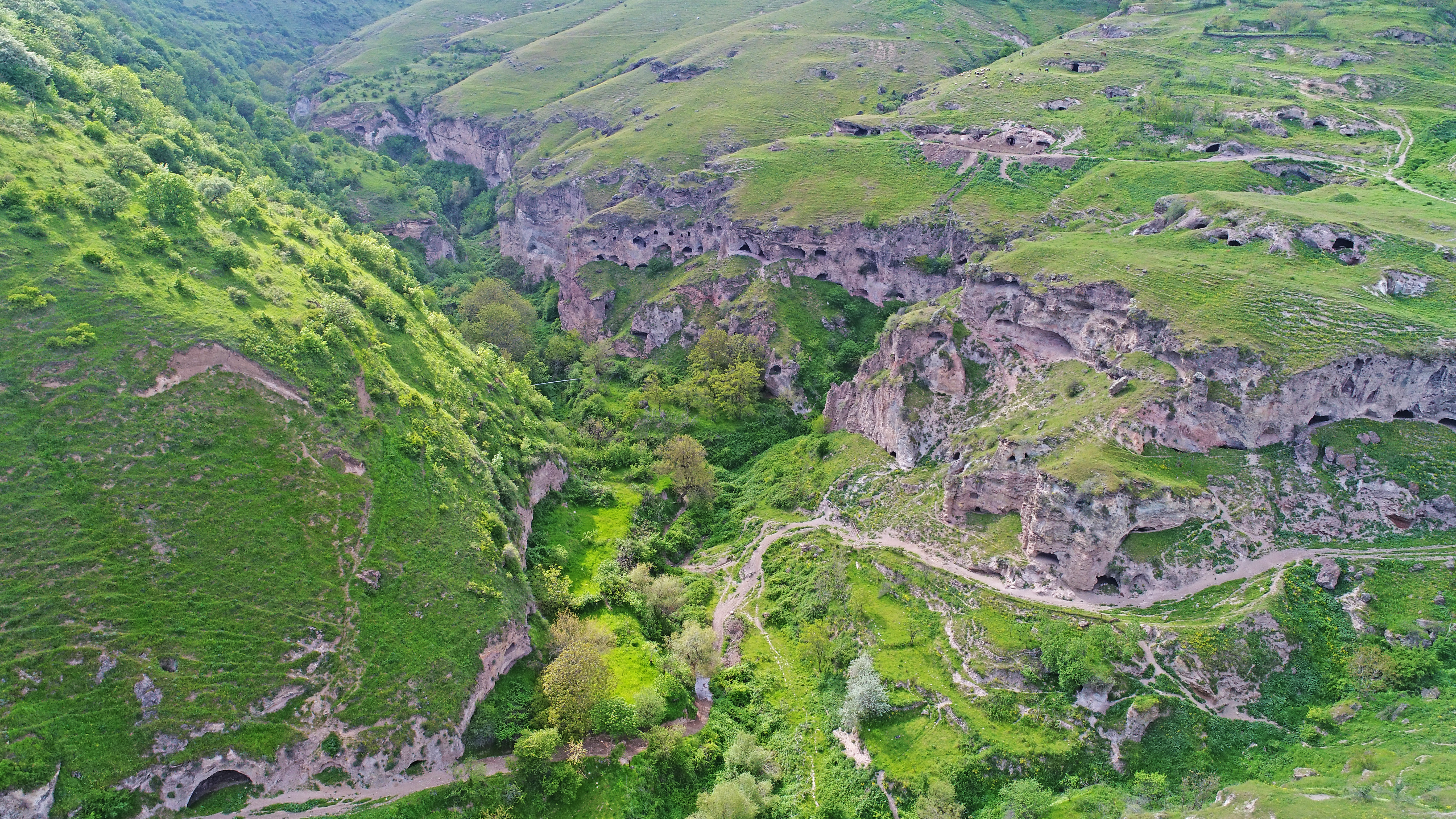
Вид на село
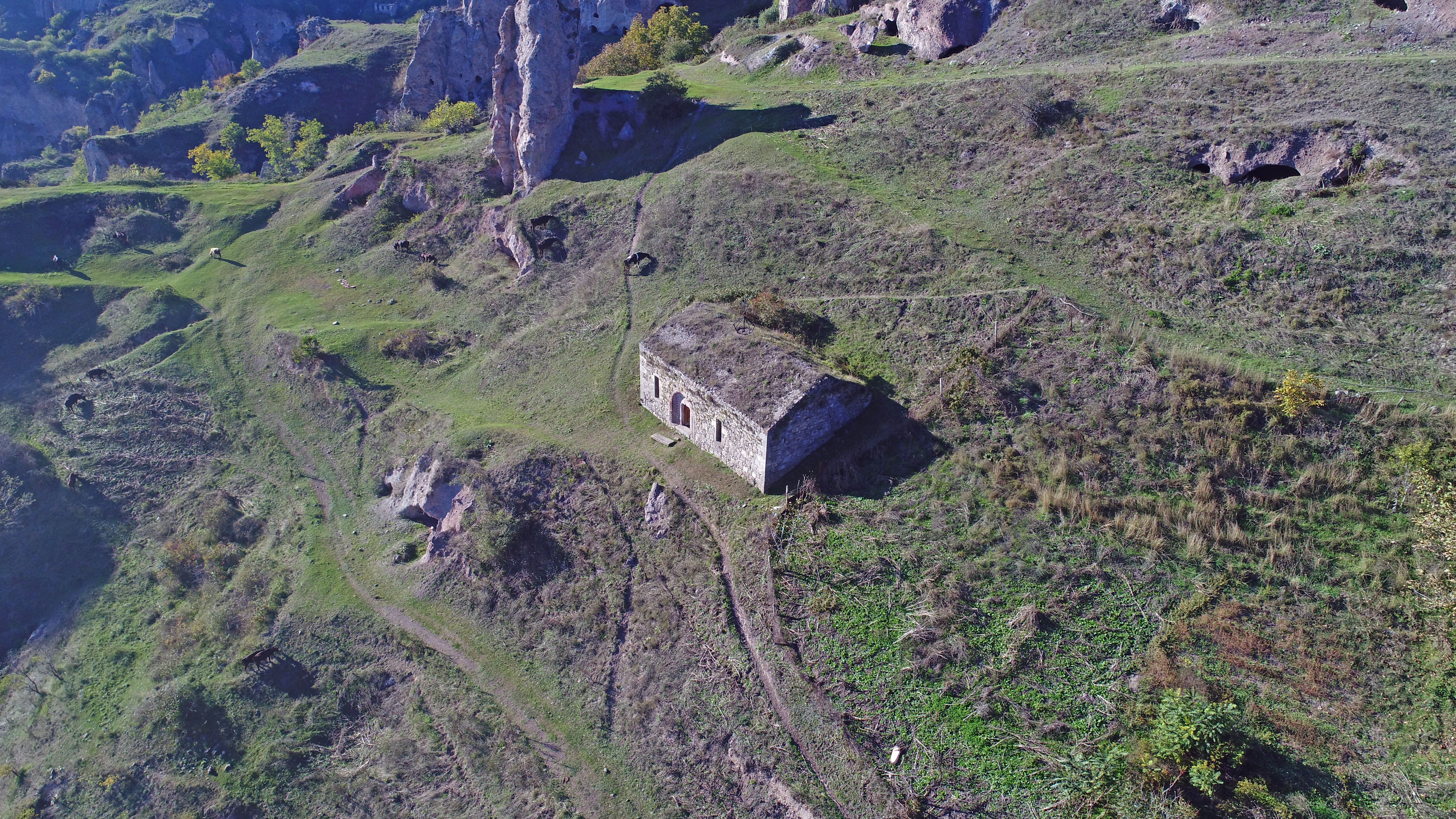
Останки церкви Святого Ованеса
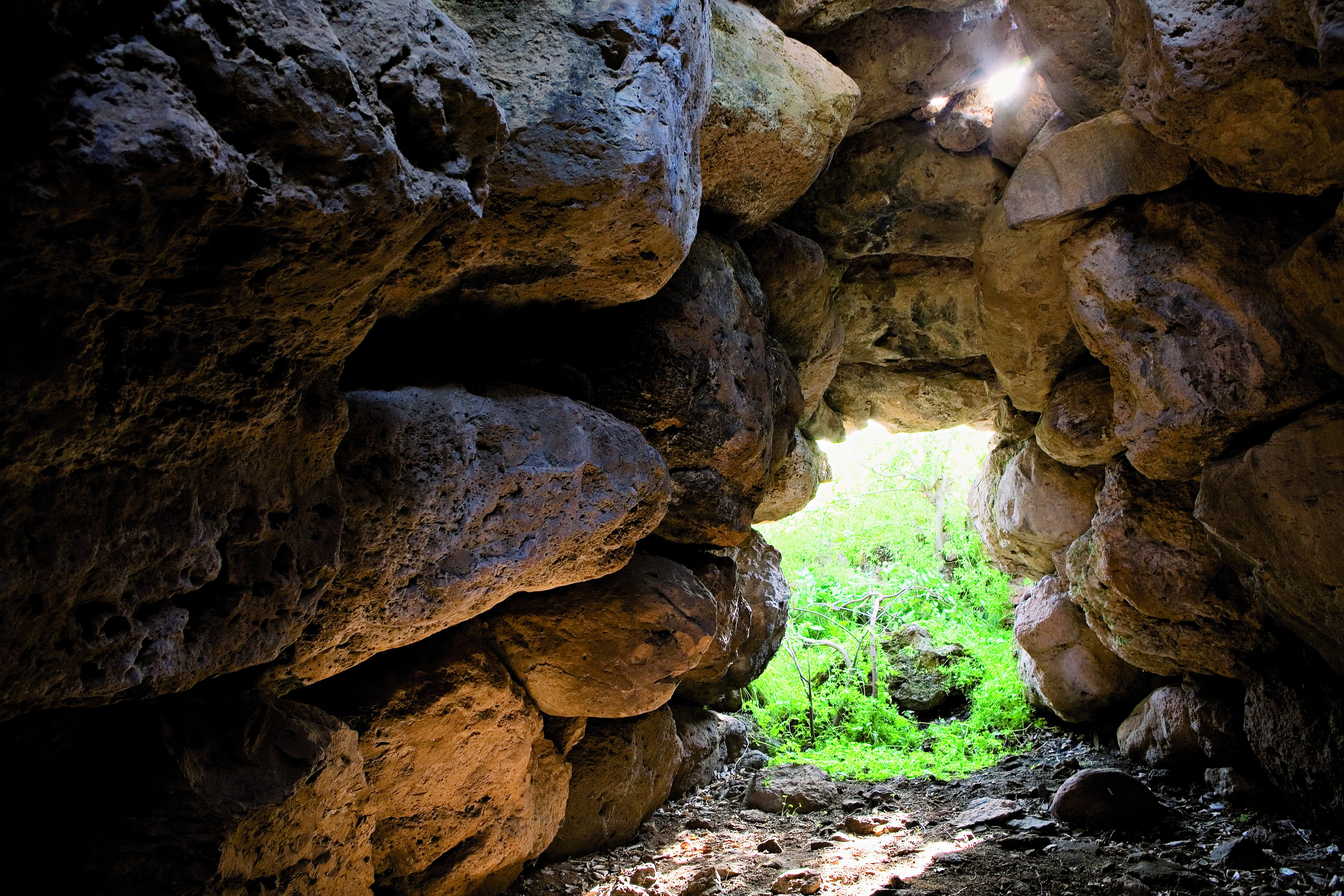
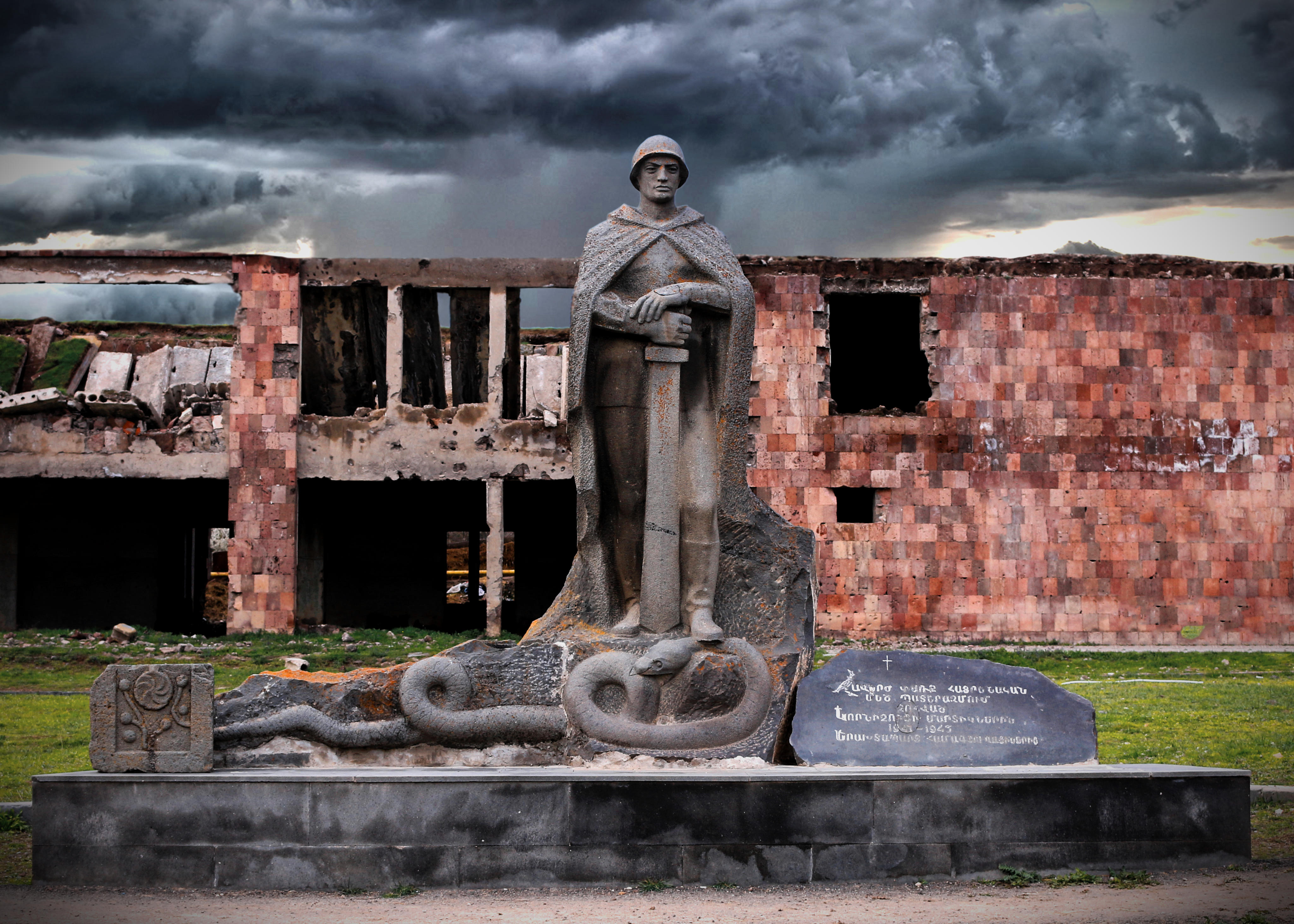
Памятник Неизвестному солдату